# 川津明日香
川津明日香（日语：／ Kawazu Asuka，2000年2月12日—）是日本時裝模特兒、女演員。雜誌《SEVENTEEN》的專屬模特兒。

## 經歷
- 2014年從「SEVENTEEN 夏之學園祭 2014」的活動中被選為「MISS SEVENTEEN 2014」而進入演藝圈[1]。
- 2016年2月在電影「我才不會對黑崎君說的話言聽計從」初次挑戰演戲[2]。並在同年10月首次出演電視劇「砂之塔〜知道太多事情的鄰居」[3]。
- 2018年3月31日与《SEVENTEEN》解约[4][5]。
- 2018年5月被《Miss Magazine》杂志选中为2018年的最佳16人[6]。

## 人物
- 興趣是逛街、指甲彩繪、與狗狗玩耍。專長是芭蕾[1]。
- 憧憬的女演員是仲里依紗跟二階堂富美[2]。

## 出演

### 電視劇
- 我才不會對黑崎君說的話言聽計從（2015年12月22・23日，日本電視台）飾演 来栖タカコ
- 砂之塔〜知道太多事情的鄰居（2016年10月14日 - 12月16日，TBS）飾演 橋口成美
- 哥哥太愛我了怎麼辦（2017年4月13日 - 5月11日，日本電視台）飾演 桐野愛華
- 天才麻將少女 阿知賀篇 episode of side-A（2018年12月4日 - 25日，MBS / 12月6日 - 27日，TBS）飾演 巽由華
- 3年A班－從此刻起，大家都是我的人質－（2019年3月10日，日本電視台）最終回 飾演 偽造影片中的景山澪奈
- 我的家政夫渚先生 第2話（2022年7月14日，TBS）飾演 日比野亞希
- 假面騎士聖刃（2020年9月6日 - 2021年8月29日，朝日電視台）飾演 須藤芽依
- 科搜研之女 SEASON21 第11話（2022年2月10日，朝日電視台）飾演 椎名美月
- 前男友←RETRY（2022年4月7日 - 5月26日，MBS）飾演 主演・羽木蜜
- 成為你的花（2022年10月18日 - ，TBS）飾演 RIRIKA

### 電影
- 我才不會對黑崎君說的話言聽計從（2016年2月27日公開）飾演 来栖タカコ
- 哥哥太愛我了怎麼辦（2017年6月30日公開）

### PV
- VIXX「花風」

### 廣告・形象代言
- 第33期『編集・ライター養成講座』（宣傳會議）
- 郵貯銀行『新生活應援宣傳活動』
- FILA日本形象大使

## 雜誌
- SEVENTEEN（集英社、2014年10月號 - ）專屬模特兒

## 外部連結
- 川津 明日香 エイジアプロモーション （页面存档备份，存于）
- Seventeen公式プロフィール （页面存档备份，存于）
- 川津明日香的Instagram帳戶
- 川津明日香的X（前Twitter）